# Кіготь

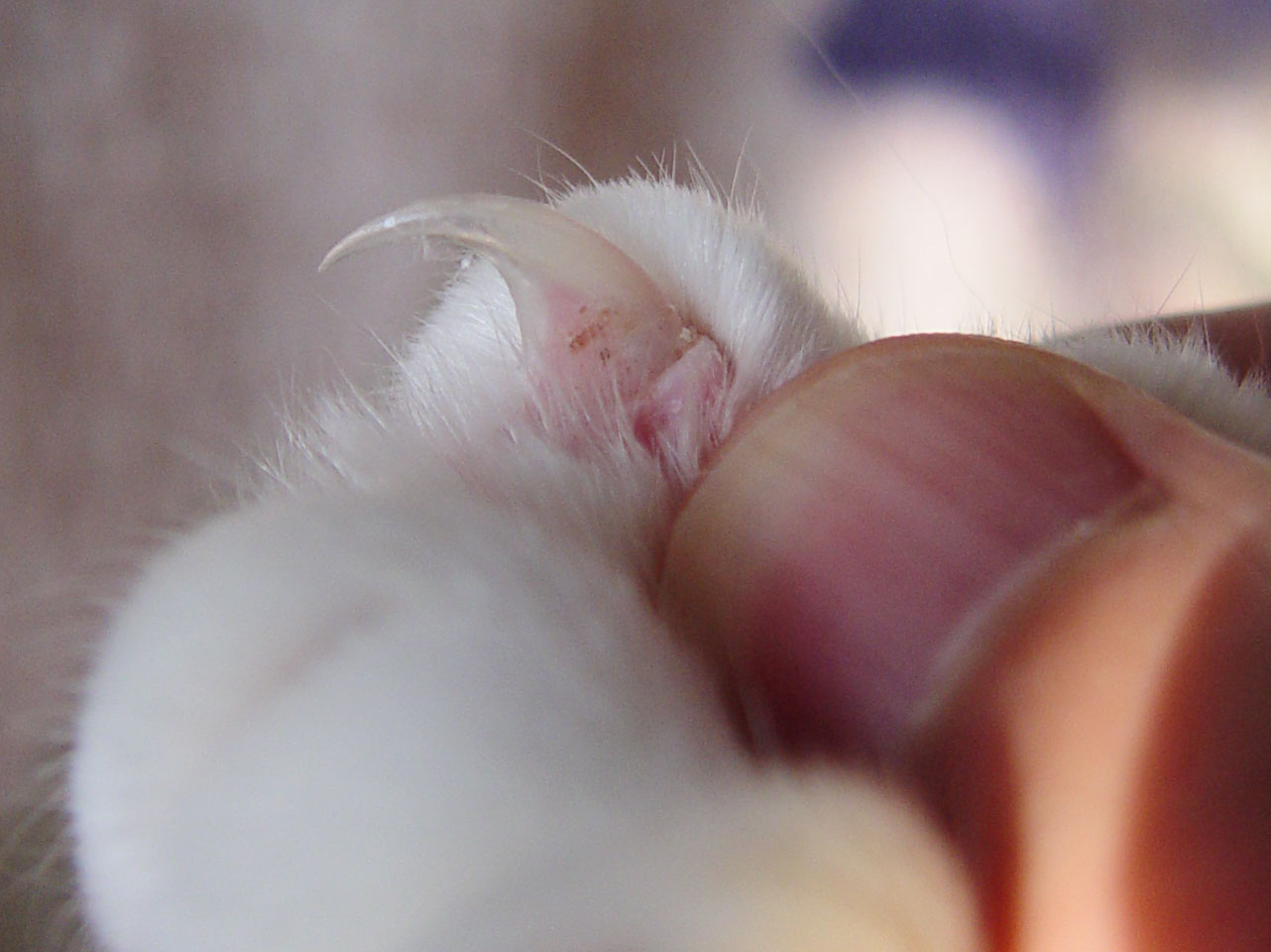
Котячий кіготь

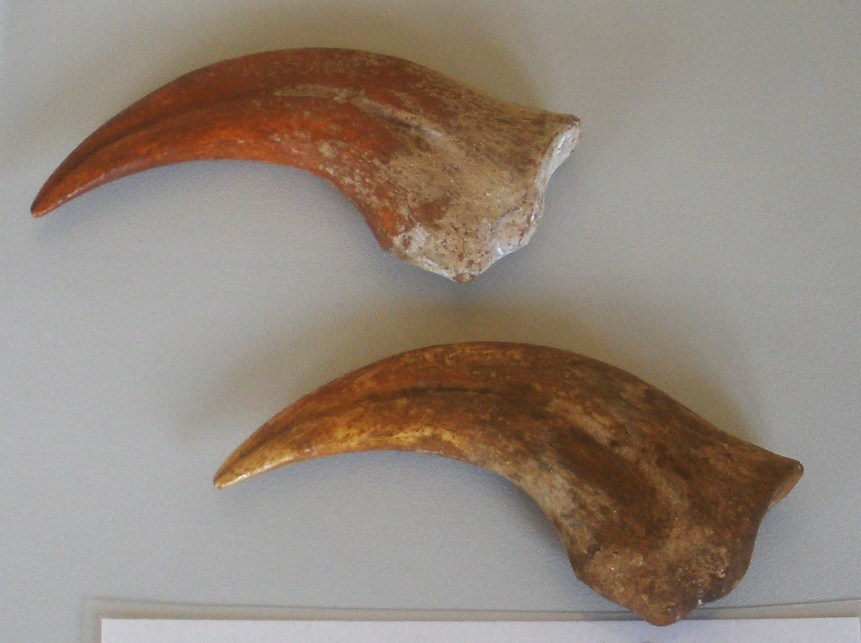
Пазури динозавра.

Кіготь, пазур — рогове утворення на кінцях кінцівок у наземних хребетних тварин, зокрема ссавців, птахів і деяких плазунів. Основні функції — сприяння пересуванню, захист і напад. Пазур — гостре загнуте рогове утворення на кінцях пальців багатьох тварин і птахів; кіготь.
Кігті це рогові чохли, надіті на крайні фаланги пальців. Складаються з твердої кігтьової пластинки (верхня частина) і м'якої підошовної пластинки. Нерівномірне стирання пластин призводить до заточування кігтів. 
Видозміненими кігтями є копито і ніготь.
Також пазурами або кігтями називають, переважно у множині, довгі, гострі нігті на пальцях людини.

## У літературі
- Василь Шкляр Кров кажана:

«…Здавалося, зараз у руку… увіп'ється пазурами сліпий кажан...»